# Ursula Eichelberger
Ursula Eichelberger (* 1935) ist eine deutsche Journalistin und Autorin.

## Leben
Ursula Eichelberger war eine der verantwortlichen Redakteure der Literaturbeilage des SED-Zentralorgans Neues Deutschland spätestens seit 1967, sie war dort mindestens bis 1988 tätig. Sie verfasste mehrere Bücher, von denen das Zitatenlexikon mehr als 150.000 mal verkauft wurde.
1990 gründete Ursula Eichelberger das Greif–Literatur-Magazin, das sie bis 1992 als Deutsches Literatur-Magazin weiterführte. Seit 1995 war sie viele Jahre verantwortliche Herausgeberin der Stadtteilzeitung Herbst-Blätter in Berlin-Treptow-Köpenick.

## Publikationen (Auswahl)
- Besuch bei Alberto, Berlin, Verlag Junge Welt; Havanna, Verlag Gente Nueva 1978, mit María Teresa Sánchez; Rosa Salgado Hurtado
- Besuch bei Jitka, Berlin Verlag Junge Welt 1978, mit Gertrud Zucker
- Besuch bei Ludas Matyi, Berlin, Verlag Junge Welt 1980, mit Maria-Sibylla Ponizil
- Zitatenlexikon, Leipzig 1981, mehrere Neuauflagen, unter anderem Wiesbaden
- Über Krieg und Frieden. Sentenzen aus zweieinhalb Jahrtausenden, Berlin, Militärverlag, 1986
- Berlin, Berlin, Berlin. Urteile, Fehlurteile, Schilderungen, Zitate aus rund 300 Jahren, [Berlin], Verlag Neues Deutschland [1987]
- Tausendmal Frieden. Zitate, Gedanken, Impulse aus 27 Jahrhunderten, Berlin Verlag Neues Leben [1988]